# Rollinia laurifolia
Rollinia laurifolia Schltdl. – gatunek rośliny z rodziny flaszowcowatych (Annonaceae Juss.). Występuje endemicznie w Brazylii – w stanach Bahia, Espírito Santo, Minas Gerais, Rio de Janeiro oraz São Paulo. 

## Morfologia
PokrójZimozielone drzewo lub krzew dorastające do 25 m wysokości.
LiścieMają eliptyczny kształt. Mierzą 9–18 cm długości oraz 3–6,5 cm szerokości. Blaszka liściowa jest całobrzega o tępym wierzchołku.
OwoceSynkarpiczne, o kulistym kształcie. Osiągają 15–25 mm długości i 15–20 mm szerokości. Mają czarną barwę.

## Biologia i ekologia
Rośnie w lasach. Występuje na wysokości około 800 m n.p.m.